# Scapania imbricata
Scapania imbricata là một loài rêu trong họ Scapaniaceae. Loài này được M. Howe mô tả khoa học đầu tiên năm 1901.